# Estadio Benito Villamarín
Estadio Benito Villamarín je nogometni stadion koji se nalazi u španjolskom gradu Sevilli te je dom istoimenog kluba Betis Seville. Riječ je o drugom najvećem stadionu u gradu (iza Estadio de La Cartuja) te šestom najvećem u zemlji. Ime je dobio po Benitu Villamarínu, jednom od najvažnijih klupskih predsjednika u povijesti Betisa.
1982. godine na stadionu su se odigrale dvije utakmice Svjetskog nogometnog prvenstva kojem je Španjolska bila domaćin. Također, Furija je ondje 21. prosinca 1983. odigrala kvalifikacijsku utakmicu za EURO 1984 protiv Malte. Domaćin je pobijedio s 12:1 što je ujedno jedna od najvećih španjolskih reprezentativnih pobjeda.
Stadion je u svojoj povijesti više puta mijenjao ime te se zvao:
- Estadio de la Exposición (1929. – 1939.)
- Estadio Municipal de Heliópolis (1939. – 1982.)
- Estadio Benito Villamarín (1982. – 2000.)
- Estadio Manuel Ruiz de Lopera (2000. – 2010.)

Nakon što je 2010. godine bivši vlasnik i predsjednik Manuel Ruiz de Lopera napustio klub, odlučeno je da se promijeni ime stadiona. 16. listopada 2010. objavljeni su rezultati glasovanja o novom imenu. Među tri prijedloga, jedan je bio da se zadrži postojeće ime Manuel Ruiz de Lopera ili da se vrate prijašnja imena Benito Villamarín i Heliópolis. Odaziv je bio 30 % te je sa 6107 glasova (67,5 %) odlučeno da se vrati prijašnje ime Benito Villamarín. Drugi s 2786 glasova (30,8 %) bio je Heliópolis dok je tek 160 glasača (1,7 %) dalo svoj glas za zadržavanje postojećeg imena Manuel Ruiz de Lopera.

## Odigrane utakmice na stadionu

### Utakmice SP-a 1982.
| 18. lipnja 1982. 21:00                 |     |           | |
| Brazil                                 | 4:1 | Škotska   | Estadio Benito Villamarín, Sevilla Utakmica: skupina 6 Gledatelja: 47.379 Sudac: Luis Paulino Siles (Kostarika) |
| Zico 33' Oscar 49' Éder 65' Falcão 87' |     | Narey 18' | Estadio Benito Villamarín, Sevilla Utakmica: skupina 6 Gledatelja: 47.379 Sudac: Luis Paulino Siles (Kostarika) |

| 23. lipnja 1982. 21:00                |     |             | |
| Brazil                                | 4:0 | Novi Zeland | Estadio Benito Villamarín, Sevilla Utakmica: skupina 6 Gledatelja: 43.000 Sudac: Damir Matovinović (Jugoslavija) |
| Zico 28', 31' Falcão 55' Serginho 69' |     |             | Estadio Benito Villamarín, Sevilla Utakmica: skupina 6 Gledatelja: 43.000 Sudac: Damir Matovinović (Jugoslavija) |

### Ostale nogometne utakmice
| 21. prosinca 1983. 20:15                                                                      |      |               | |
| Španjolska                                                                                    | 12:1 | Malta         | Estadio Benito Villamarín, Sevilla Utakmica: kvalifikacije za EURO 1984 Gledatelja: 18.871 Sudac: Erkan Göksel (Turska) |
| Santillana 15', 26', 29', 75' Rincón 47', 57', 64', 78' Maceda 62', 63' Sarabia 80' Señor 84' |      | Degiorgio 24' | Estadio Benito Villamarín, Sevilla Utakmica: kvalifikacije za EURO 1984 Gledatelja: 18.871 Sudac: Erkan Göksel (Turska) |

## Vanjske poveznice
- Informacije o stadionu na službenim web stranicama kluba